# Bad Idea
Bad Idea è un singolo del gruppo musicale finlandese Blind Channel, pubblicato il 25 febbraio 2022 come quarto estratto dal quarto album in studio Lifestyles of the Sick & Dangerous.

## Descrizione
Il brano affonda le proprie origini nell'estate 2018, quando il cantante Niko Vilhelm ne ha scritto una prima versione che in seguito scartò in quanto provava vergogna per il suo contenuto, definendo il tutto una «serenata di autocommiserazione». Due anni più tardi, con l'ingresso del tastierista Alex Mattson in formazione, Vilhelm gli fece sentire la propria versione di Bad Idea, che venne rivisitata da Mattson e in seguito anche dai restanti componenti del gruppo.
In occasione della finale degli Uuden Musiikin Kilpailu 2022 i Blind Channel hanno eseguito il brano per la prima volta dal vivo.

## Video musicale
Il video, diretto da Georgius Misjura, è stato reso disponibile in concomitanza con il lancio del singolo attraverso il canale YouTube del gruppo.

## Tracce
1. Bad Idea – 3:12

## Classifiche
| Classifica (2022) | Posizione massima |
| ----------------- | ----------------- |
| Finlandia         | 5                 |